# Тіокетони

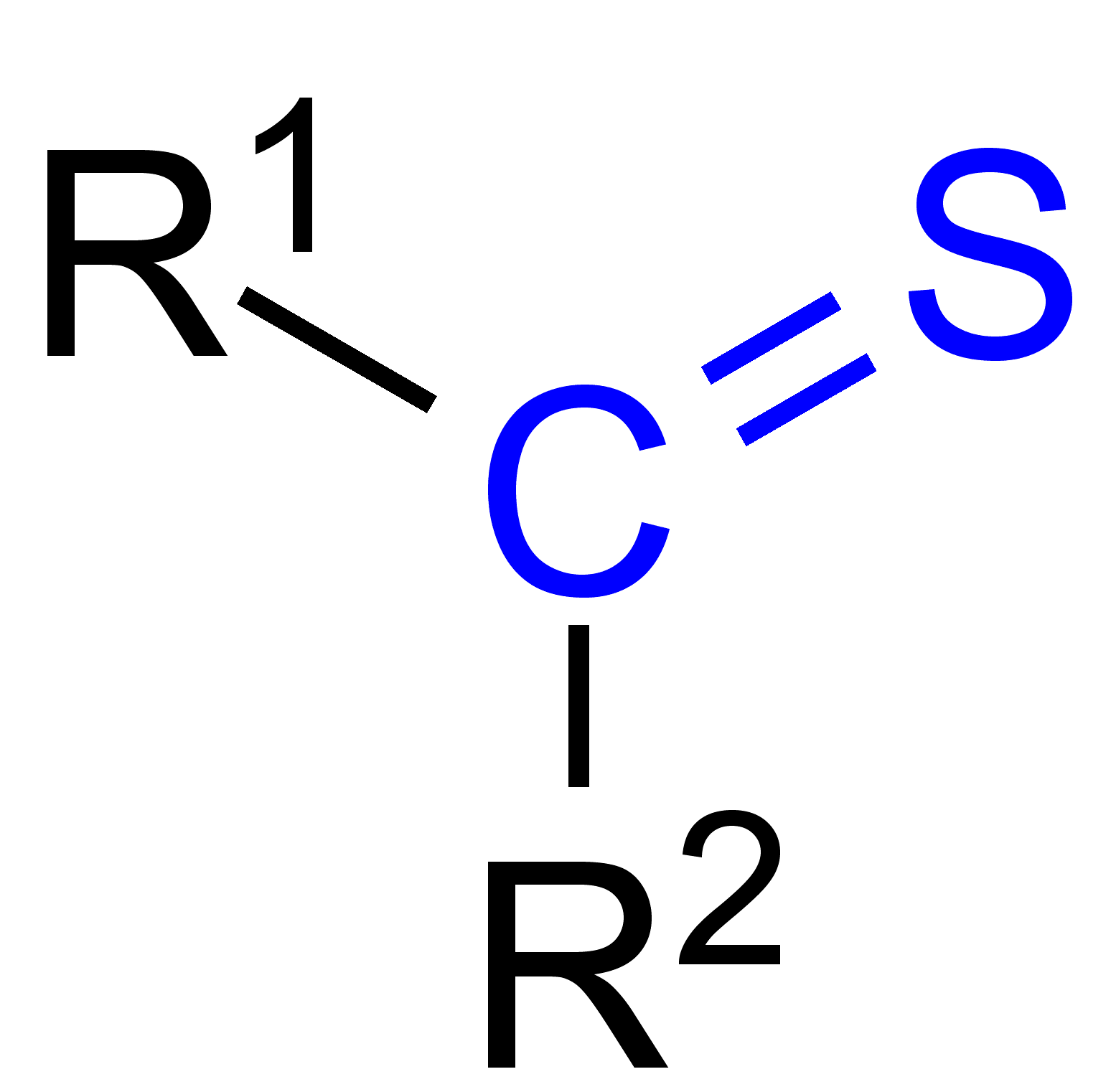
Структура тіокетонів.

Тіокето́ни (рос. тиокетоны, [тионы], англ. thioketones, [thiones]) — хімічні сполуки, у яких атом O кетону замінений двовалентним атомом S, загальної структури R2C=S (R ≠ H), можуть бути циклічними, легко полімеризуються з утворенням похідних симтритіану.
Приклади: бутан-2-тіон CH3C(=S)CH2CH3.
Синонім — тіони.